# Filips Lodewijk van Palts-Neuburg
Filips Lodewijk van Palts-Neuburg (Zweibrücken, 2 oktober 1547 - Neuburg an der Donau, 22 augustus 1614) was van 1569 tot aan zijn dood vorst van Palts-Neuburg. Hij behoorde tot de tak Palts-Neuburg van het huis Wittelsbach.

## Levensloop
Filips Lodewijk was de zoon van vorst Wolfgang van Palts-Zweibrücken en Anna van Hessen. 
In 1569 volgde hij zijn vader op als vorst van Palts-Neuburg, terwijl zijn broer Johan I het hertogdom Palts-Zweibrücken erfde. Op 25 september 1574 huwde hij met Anna van Kleef (1552-1632), dochter van hertog Willem van Gulik-Kleef-Berg, waarmee zijn aanspraken op de erfopvolging tijdens de Gulik-Kleefse Successieoorlog kon stichten. In eigen naam en als mederegent van markgraaf Ernst Frederik van Baden-Durlach en markgraaf Jacob III van Baden-Hachberg ondertekende hij in 1577 de Concordiënformule en in 1580 het Concordiënboek.
Door snel en slim te werk te gaan kon Filips Lodewijk samen met keurvorst Johan Sigismund van Brandenburg de erfaanspraken op Gulik-Kleef-Berg doordrukken na het uitsterven van de mannelijke lijn van het huis van der Mark in 1609. De officiële overname van Gulik, Berg en Ravenstein vond echter pas in 1614 plaats onder zijn zoon Wolfgang Willem.
Zijn zoon Wolfgang Willem bekeerde zich in 1614 onder de invloed van zijn echtgenote Magdalena van Beieren, zus van hertog Maximiliaan I van Beieren, tot het katholicisme, waarmee hij zich verzekerde van de steun van de Katholieke Liga. De protestantse Filips Lodewijk was hier zeer teleurgesteld om en voor zijn dood wilde hij vermoedelijk zijn erfopvolger Wolfgang Willem onterven. Hij had hiervoor op 28 augustus 1614 een landdag uitgeroepen, maar Filips Lodewijk stierf enkele dagen eerder op 22 augustus op 66-jarige leeftijd. Op 19 september 1614 vond in Neuburg zijn uitvaartplechtigheid plaats, waarna hij op 22 september in de Sint-Maartenkerk van Lauingen werd begraven.

## Nakomelingen
Filips Lodewijk en Anna kregen acht kinderen:
- Anna Maria (1575-1643), huwde in 1591 met hertog Frederik Willem I van Saksen-Weimar
- Dorothea Sabina (1576-1598)
- Wolfgang Willem (1578-1653), vorst van Palts-Neuburg
- Otto Hendrik (1580-1581)
- August (1582-1632), vorst van Palts-Sulzbach
- Amalia Hedwig (1584-1607)
- Johan Frederik (1587-1644), vorst van Palts-Hilpoltstein
- Sophia Barbara (1590-1591)

## Voorouders
| Overgrootouders | Alexander van Palts-Zweibrücken (1462-1514) ∞ Margaretha van Hohenlohe-Neuenstein (1480-1522) | Alexander van Palts-Zweibrücken (1462-1514) ∞ Margaretha van Hohenlohe-Neuenstein (1480-1522) | Willem I van Hessen (1466-1515) ∞ Anna van Brunswijk-Wolfenbüttel (1460-1520)    | Willem I van Hessen (1466-1515) ∞ Anna van Brunswijk-Wolfenbüttel (1460-1520)    | Willem II van Hessen (1469-1509) ∞ Anna van Mecklenburg-Schwerin (1485-1525) | Willem II van Hessen (1469-1509) ∞ Anna van Mecklenburg-Schwerin (1485-1525) | George van Saksen (1471-1539) ∞ 1521 Barbara van Polen (1478-1534)       | George van Saksen (1471-1539) ∞ 1521 Barbara van Polen (1478-1534)       | George van Saksen (1471-1539) ∞ 1521 Barbara van Polen (1478-1534) | George van Saksen (1471-1539) ∞ 1521 Barbara van Polen (1478-1534) |
| Grootouders     | Lodewijk II van Palts-Zweibrücken (1502-1532) ∞ Elisabeth van Hessen (1503-1563)              | Lodewijk II van Palts-Zweibrücken (1502-1532) ∞ Elisabeth van Hessen (1503-1563)              | Lodewijk II van Palts-Zweibrücken (1502-1532) ∞ Elisabeth van Hessen (1503-1563) | Lodewijk II van Palts-Zweibrücken (1502-1532) ∞ Elisabeth van Hessen (1503-1563) | Filips I van Hessen (1504-1567) ∞ Christine van Saksen (1505-1549)           | Filips I van Hessen (1504-1567) ∞ Christine van Saksen (1505-1549)           | Filips I van Hessen (1504-1567) ∞ Christine van Saksen (1505-1549)       | Filips I van Hessen (1504-1567) ∞ Christine van Saksen (1505-1549)       |                                                                    |                                                                    |
| Ouders          | Wolfgang van Palts-Zweibrücken (1526-1569) ∞ Anna van Hessen (1529-1591)                      | Wolfgang van Palts-Zweibrücken (1526-1569) ∞ Anna van Hessen (1529-1591)                      | Wolfgang van Palts-Zweibrücken (1526-1569) ∞ Anna van Hessen (1529-1591)         | Wolfgang van Palts-Zweibrücken (1526-1569) ∞ Anna van Hessen (1529-1591)         | Wolfgang van Palts-Zweibrücken (1526-1569) ∞ Anna van Hessen (1529-1591)     | Wolfgang van Palts-Zweibrücken (1526-1569) ∞ Anna van Hessen (1529-1591)     | Wolfgang van Palts-Zweibrücken (1526-1569) ∞ Anna van Hessen (1529-1591) | Wolfgang van Palts-Zweibrücken (1526-1569) ∞ Anna van Hessen (1529-1591) |                                                                    |                                                                    |